# Манси (Индијана)
Манси (енгл. Muncie) град је у америчкој савезној држави Индијана.

## Демографија
По попису из 2010. године број становника је 70.085, што је 2.655 (3,9%) становника више него 2000. године.
| Група             | 2000.          | 2010.          |
| Белци             | 57.313 (85,0%) | 58.018 (82,8%) |
| Афроамериканци    | 7.397 (11,0%)  | 7.655 (10,9%)  |
| Азијати           | 534 (0,8%)     | 849 (1,2%)     |
| Хиспаноамериканци | 971 (1,4%)     | 1.579 (2,3%)   |
| Укупно            | 67.430         | 70.085         |